# Новосел
 Тази статия е за селото в Шуменско.  За селото в Пловдивско вижте Гълъбово (област Пловдив).  
Новосел е село в Североизточна България. То се намира в община Шумен, област Шумен.

## География
Намира се на 14 км от гр. Шумен, на 29 км източно от гр. Търговище и на 87 км западно от Варна.

## История
Налице са археологически сведения за селище от халколита, с площ 3 дка, в местността Баблец, на 2,5 км югозападно от селото.
До селото археологически екип от Регионалния исторически музей в Шумен е разкопал старобългарски производствен център за производство и обработка на метали (IX–X век). От този район в музейните сбирки са постъпили стотици находки, като преобладаващи сред тях са изделията от метал: коланни гарнитури, култови предмети, накити, подпечатващи устройства. Резултатите от разкопките са публикувани в монография.

## Население
Численост на населението според преброяванията през годините:
| \| Година на преброяване \| Численост \| \| --------------------- \| --------- \| \| 1934 \| 1677 \| \| 1946 \| 1732 \| \| 1956 \| 1544 \| \| 1965 \| 1295 \| \| 1975 \| 1109 \| \| 1985 \| 927 \| \| 1992 \| 879 \| \| 2001 \| 654 \| \| 2011 \| 517 \| \| 2021 \| 420 \| |           |
| Година на преброяване | Численост |
| 1934 | 1677      |
| 1946 | 1732      |
| 1956 | 1544      |
| 1965 | 1295      |
| 1975 | 1109      |
| 1985 | 927       |
| 1992 | 879       |
| 2001 | 654       |
| 2011 | 517       |
| 2021 | 420       |

### Етнически състав

#### Преброяване на населението през 2011 г.
Численост и дял на етническите групи според преброяването на населението през 2011 г.:
|                     | Численост | Дял (в %) |
| Общо                | 517       | 100,00    |
| Българи             | 107       | 20,69     |
| Турци               | 303       | 58,60     |
| Цигани              | 94        | 18,18     |
| Други               |           |           |
| Не се самоопределят |           |           |
| Неотговорили        | 4         | 0,77      |

## Редовни събития
Официалният празник на Новосел е 22 септември.